# Ciclo de Hodgkin

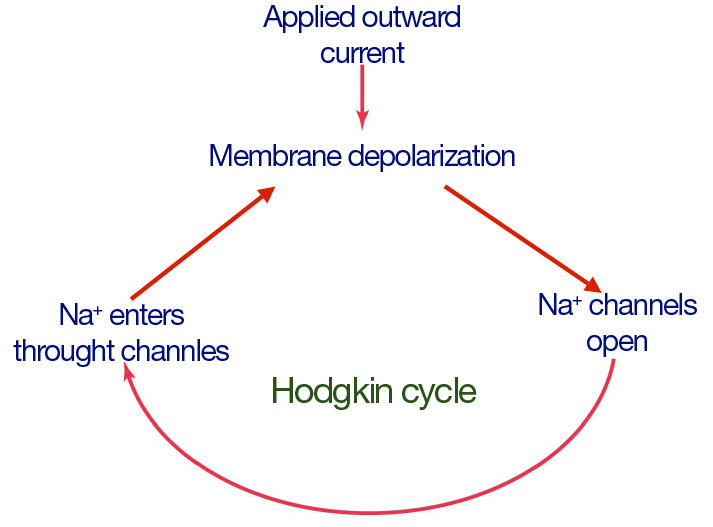

En biología de membranas, el ciclo de Hodgkin es un componente clave de la fisiología de membranas que describe los impulsos bioeléctricos, especialmente prevalentes en los tejidos neurales y musculares . Fue identificado por el fisiólogo y biofísico británico Sir Alan Lloyd Hodgkin.
El ciclo de Hodgkin representa un ciclo de retroalimentación positiva en el que una despolarización inicial de la membrana conduce a una desviación incontrolada del potencial de membrana hasta cerca del VNa. La despolarización inicial debe alcanzar o superar un cierto umbral para activar los canales de Na+ activados por voltaje. La apertura de los canales de Na+ permite la entrada de Na+, que, a su vez, despolariza aún más la membrana. La despolarización adicional activa canales de Na+ adicionales. Este ciclo conduce a un aumento muy rápido de la conductancia de Na+ (gNa), que mueve el potencial de membrana cerca del VNa. El ciclo se rompe cuando el potencial de membrana alcanza el potencial de equilibrio de sodio y los canales de potasio se abren para repolarizar el potencial de membrana. Este circuito de retroalimentación positiva significa que cuanto más cerca estén estos canales de Na+ activados por voltaje, menor será el umbral de activación.

## Importancia en fisiología celular
Es importante comprender la fisiología de las membranas para comprender cómo las células se comunican entre sí. La señalización entre células, como las neuronas, por ejemplo, gira en torno a cambios en los potenciales eléctricos a través de sus membranas. En una célula sana en reposo, el área intracelular suele estar cargada negativamente en relación con la región extracelular. La despolarización se refiere a cuando la región intracelular se neutraliza para estar al mismo voltaje en relación con la región extracelular. La concentración de iones de sodio está íntimamente relacionada con el potencial eléctrico a través de una membrana. La despolarización a menudo ocurre a través de la entrada de iones de sodio a la región intracelular. Dado que los iones de sodio tienen una carga positiva, la región intracelular se vuelve menos cargada negativamente en relación con la región extracelular.